# French Leave (filme de 1930)
French Leave é um filme de comédia produzido no Reino Unido, dirigido por Jack Raymond e lançado em 1930.